# 瀘縣酒窖池
瀘縣酒窖池位於四川省瀘州市瀘縣，文物遺址年代判定為清。2012年7月16日公佈為第八批四川省文物保護單位。

## 簡介[2]
瀘縣酒窯池位於四川省瀘州市瀘縣境內，主要分佈在瀘州到隆昌的瀘隆路、瀘州到重慶永川和榮昌的瀘永路及瀘榮路等古官道的場鎮上，共6處：自然香酒窖池、瀘漢酒窖池、富源酒窖池、禧事達酒窖池、老池酒窖池、拳友酒窖池。瀘縣酒窖池均從清代的地主槽坊發展而來。瀘縣酒窖群獨特的釀制工藝、多種文化的碰撞和交融，使其具有較高的科學價值、文化價值和社會價值。2010年，瀘縣酒窖群被瀘州市人民政府公佈為市級文物保護單位。